# Nipmuck
Cet article concerne la langue. Pour le peuple amérindien, voir Nipmucs.
Le nipmuck ou loup A est une langue algonquienne. La langue est éteinte.

## Le manuscrit de Mathevet
La langue a été conservée dans un unique manuscrit, seulement intitulé « Mots loups », qui se trouve à Montréal. L'auteur a été identifié comme étant un sulpicien, le père Jean-Claude Mathevet (1717-1781).
La langue est clairement une langue algonquienne de l'Est, mais son identification comme le lieu de la rédaction sont obscurs. Le terme « loup » était utilisé en Nouvelle-France pour désigner les Mahicans, puis, au XVIIIe siècle, l'ensemble des Algonquins, de Nouvelle-Angleterre et de Virginie.

## Connaissance de la langue
Gordon Day qui a publié le manuscrit, avec un facsimilé, identifie les « Loups » comme étant les Pocomtucs du Massachusetts.
Cette opinion est rejetée par Holly S. Gustafson, qui identifie la langue comme étant le nipmuck, qui était parlé au centre du Massachusetts, jusqu'au fleuve Connecticut, à l'Ouest. Ses arguments sont linguistiques. Gustafson s'appuie notamment sur le fait que le manuscrit montre un réflexe /-l-/ du proto-algonquien /*-l-/, alors que les Pocumtucks étaient entourés de langues ayant un réflexe /-r-/. Exemples :
nitankȣelima - je l'haïs
ȣlangȣ - le soir
kitȣlag - vaisseau